# روتوندا وست (فلوریدا)
روتوندا وست (به انگلیسی: Rotonda West) یک منطقهٔ مسکونی در ایالات متحده آمریکا است که در شهرستان شارلوت، فلوریدا قرار دارد. روتوندا وست ۲۹٫۹ کیلومتر مربع مساحت و ۸٬۷۵۹ نفر جمعیت دارد.